# Alexander Hugh Macmillan

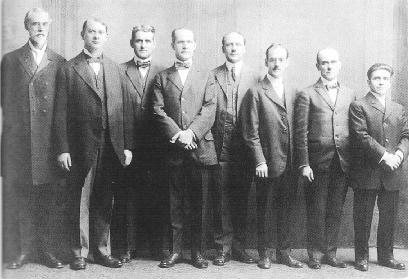
Członkowie Towarzystwa Strażnica w 1918 roku
(od lewej: W.E. Van Amburgh, J.F. Rutherford, Alexander Hugh Macmillan, R.J. Martin, F.H. Robison, C.J. Woodworth, G.H. Fisher, G. De Cecca))

Alexander Hugh Macmillan (ur. 2 czerwca 1877, zm. 26 sierpnia 1966) – kanadyjski działacz religijny, członek Międzynarodowych Badaczy Pisma Świętego, później Świadków Jehowy. Od 1918 roku członek zarządu Towarzystwa Strażnica. Autor historii Świadków Jehowy, którą przedstawił w swojej książce „Pochód wiary”, opublikowanej w 1957 roku.

## Wczesne lata
A.H. Macmillan urodził się w Kanadzie. Od najmłodszych lat przejawiał głębokie zainteresowanie służbą Bogu. W wieku 16 lat postanowił zostać kaznodzieją. Dzięki pomocy finansowej ze strony ojca, przeniósł się do Bostonu w Stanach Zjednoczonych. Około 1897 roku otrzymał książkę Boski Plan Wieków, napisaną przez Charlesa T. Russella. Wkrótce zdobył drugi tom z serii – Nadszedł czas, który twierdził, że koniec czasów pogan może nastąpić w 1914 roku. Wierzył, że w końcu znalazł prawdę biblijną.

## Służba
A.H. Macmillan po raz pierwszy spotkał Russella w 1900 roku. W czerwcu tego roku, udał się do Filadelfii na zgromadzenie. We wrześniu, został ochrzczony w Bostonie. W następnym roku stał się misjonarzem w stanie Massachusetts.
We wrześniu 1901 roku wyjechał do Cleveland na zgromadzenie, po czym został zaproszony przez Russella do siedziby Towarzystwa Strażnica w Allegheny. Macmillan podróżował z Russellem, a w 1905 roku podczas trasy kongresowej spotkał Josepha F. Rutherforda. A.H. Macmillan zastępował Russella podczas jego nieobecności w siedzibie, w tym również w trakcie jego ostatniej podróży kaznodziejskiej przez co wydawał się być kandydatem na stanowisko prezesa wskazanym przez samego Russella. Sam jednak Macmillan wskazał na to stanowisko J.F. Rutherforda.
W 1918 roku „The New York Times” opisał Macmillana jako jednego z ważnych członków Międzynarodowego Stowarzyszenia Badaczy Pisma Świętego. W lipcu 1917 roku został on mianowany na członka zarządu Towarzystwa Strażnica przez J.F. Rutherforda, a 5 stycznia 1918 roku na dorocznym zebraniu statutowym nominacja ta została zatwierdzona w głosowaniu członków Towarzystwa. 8 maja 1918 roku wraz z J.F. Rutherfordem i sześcioma innymi czołowymi działaczami Badaczy Pisma Świętego Macmillanem został aresztowany i osadzony w więzieniu w Atlancie. Oskarżono ich o szpiegostwo na rzecz Niemiec. 21 czerwca siedmiu z ośmiu oskarżonych otrzymało cztery wyroki po 20 lat więzienia przy czym skazani poszczególne wyroki mieli odbywać równocześnie. W efekcie przeprowadzonej przez Badaczy kampanii na rzecz ich uwolnienia, 25 marca 1919 roku Macmillan i pozostali więźniowie wyszli z aresztu za kaucją po decyzji sędziego Sądu Najwyższego Stanów Zjednoczonych Louisa Brandeisa. 5 maja 1920 roku wycofano oskarżenia i oczyszczono ich z wszelkich zarzutów.
W latach 20. XX wieku Macmillan podróżował służbowo po Europie i Bliskim Wschodzie, przedstawiał wykłady podczas publicznych wystąpień i odwiedzał Biura Oddziałów Towarzystwa Strażnica na całym świecie. Był w Szkocji, Danii, Finlandii, Norwegii, Palestynie, Libanie, Syrii, Włoszech, Szwecji i Polsce.
Macmillan podróżował także po Stanach Zjednoczonych i Kanadzie jako pielgrzym, dwa razy w roku wizytował tamtejsze zbory. Był podróżnym przedstawicielem, przemawiał na zgromadzeniach, zachęcał współwyznawców do działalności kaznodziejskiej. Macmillan spotkał się także z lokalnymi przedstawicielami organów ścigania i urzędnikami państwowymi, aby wyjaśnić im znaczenie orzecznictw Sądu Najwyższego, które były najczęściej korzystne dla Świadków Jehowy. Macmillan został dopuszczony przez dyrektora Wydziału Więziennictwa Stanów Zjednoczonych do regularnego odwiedzania współwyznawców osadzonych wówczas w więzieniach federalnych w Stanach Zjednoczonych, gdzie przebywali za odmowę służby wojskowej podczas II wojny światowej.

### Późniejsze lata
W 1955 roku Macmillan otrzymał zezwolenie na wykorzystanie archiwów Towarzystwa Strażnica w opisaniu historii tego wyznania. W 1957 roku opublikował pod swoim nazwiskiem książkę „Faith on the March” (pol. Pochód wiary). Ze względu na członkostwo w zarządzie Towarzystwa Strażnica oraz wydaną książkę został określony mianem historyka ugrupowania.
Macmillan działał również w stacji radiowej WBBR, odpowiadając na pytania słuchaczy – audycje prowadził aż do sprzedaży stacji w 1957 roku. 26 sierpnia 1966 roku, zmarł w bólach w wieku 89 lat. Jego pogrzeb został przeprowadzony 29 sierpnia przez Nathana H. Knorra, prezesa Towarzystwa Strażnica. Został pochowany na prywatnym cmentarzu na Staten Island w Nowym Jorku.